# Marfa Sobakina
Marfa Vasílievna Sobákina (en ruso: Марфа Васильевна Собакина; 1552-13 de noviembre de 1571) fue emperatriz consorte del Zarato ruso como la tercera esposa del zar Iván IV de Rusia, apodado "el Terrible".

## Biografía
Hija de un mercader de Nóvgorod, Vasili Sobakin, Marfa fue seleccionada por Iván IV entre doce jóvenes damas para convertirse en su esposa. Pocos días después de su selección, Marfa comenzó a sucumbir ante una dolencia misteriosa. Se rumoreaba que fue envenenada accidentalmente por su madre, quien le dio una poción que presuntamente aumentaría su fertilidad. A pesar de que perdía peso rápidamente y apenas podía mantenerse en pie, Marfa contrajo matrimonio con Iván IV el 28 de octubre de 1571 en Aleksándrovskaya Slobodá. Marfa falleció el 13 de noviembre de ese mismo año.
Su muerte incrementó la paranoia de su marido, porque ella murió dentro de lo que debía ser una fortaleza inexpugnable rodeada de súbditos leales. Iván, recordando la muerte de su primera esposa, Anastasia, inmediatamente sospechó que Marfa fue envenenada y ejecutó a muchos de sus súbditos, incluyendo a Mijaíl Temryuk (hermano de la segunda esposa del zar, María) quien fue empalado.

## Legado
La historia de la selección y la muerte de Marfa es la base del drama histórico La novia del zar por Lev Mei. La ópera del mismo nombre, escrita por Nikolái Rimski-Kórsakov, está incluida en los repertorios operísticos en Rusia.